# Leslie Nielsen

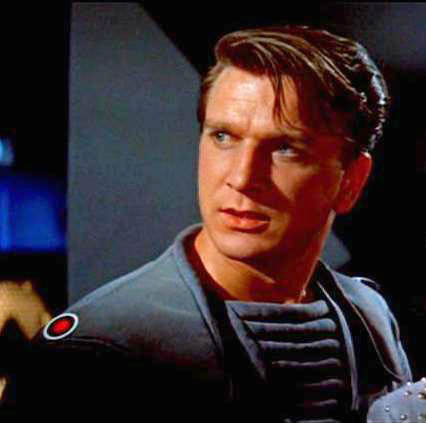
Leslie Nielsen i en av sina första filmer, Förbjuden värld (1956).

Leslie William Nielsen, född 11 februari 1926 i Regina, Saskatchewan, död 28 november 2010 i Fort Lauderdale, Florida, var en kanadensisk-amerikansk skådespelare och komiker. 
Nielsen växte upp i Northwest Territories, där hans far arbetade inom Kanadas ridande polis. Hans far var dansk och hans mor hade walesiskt påbrå. Före filmdebuten 1956 försörjde han sig som hallåman i radio och som discjockey. Han medverkade i ett stort antal filmer och TV-produktioner, ofta i biroller, innan han vann större popularitet med komedier, som Titta vi flyger och rollen som Frank Drebin i TV-serien Police Squad! samt senare i Den nakna pistolen-filmerna. Han medverkade på senare år i flera av Scary Movie-filmerna. Hans bror Erik Nielsen (1924–2008) var Kanadas vice premiärminister 1984–1986.
Nielsen avled 2010 i en ålder av 84 år efter en lunginflammation.

## Filmografi (urval)
- 1956 – Signal från okänd
- 1956 – Förbjuden värld
- 1956 – The Vagabond King
- 1956 – The Opposite Sex
- 1957 – Hot Summer Night
- 1957 – Tammy and the Bachelor
- 1958 – Det kom en man från Texas
- 1961 – Alfred Hitchcock presenterar (TV-serie) (gästroll)
- 1964 – Night Train to Paris
- 1965 – Dark Intruder
- 1965 – Harlow
- 1966 – The Plainsman
- 1966 – Beau Geste
- 1967 – The Reluctant Astronaut
- 1967 – Gunfight in Abilene
- 1968 – How to Steal the World
- 1968 – Counterpoint
- 1968 – Hawaii Five-O (TV-serie) (gästroll)
- 1968 – Dayton's Devils
- 1968 – The Man from U.N.C.L.E. "How to steal the world"
- 1969 – Change of Mind
- 1969 – The Bold Ones: The Protectors (TV-serie)
- 1971 – Four Rode Out
- 1971 – They Call It Murder
- 1972 – SOS Poseidon
- 1973 – M*A*S*H (TV-serie) (gästroll)
- 1975 – Columbo (TV-serie) (gästroll i TV-serie)
- 1975 – Kung Fu (TV-serie)
- 1976 – Project Kill
- 1977 – Viva Knievel!
- 1977 – The Amsterdam Kill
- 1979 – City on Fire
- 1980 – Blodig midnatt (Prom Night)
- 1980 – Titta vi flyger
- 1982 – Police Squad! (TV-serie)
- 1982 – Wrong Is Right
- 1982 – Creepshow
- 1982 – Nu flyger vi ännu högre
- 1983 – The Night the Bridge Fell Down
- 1983 – Naked Space (The Creature Wasn't Nice)
- 1985 – Mord och inga visor (TV-serie) (gästroll)
- 1985 – Striker's Mountain
- 1986 – The Patriot
- 1986 – Soul Man
- 1987 – Nuts
- 1988 – Den nakna pistolen
- 1990 – Repossessed
- 1991 – All I Want for Christmas
- 1991 – Den nakna pistolen 2 ½: Doften av rädsla
- 1992 – Pantertanter (TV-serie) (gästroll)
- 1993 – Surf Ninjas
- 1994 – Nakna pistolen 33⅓: Den slutgiltiga förolämpningen
- 1995 – Rent-a-Kid
- 1995 – Dracula – död men lycklig
- 1996 – Spy Hard
- 1997 – Mr. Magoo
- 1997 – Family Plan
- 1998 – Safety Patrol
- 1998 – Wrongfully Accused
- 2000 – Santa Who?
- 2000 – 2001: A Space Travesty
- 2001 – Camouflage
- 2002 – Men with Brooms
- 2003 – Scary Movie 3
- 2004 – Noël Noël
- 2006 – Scary Movie 4
- 2007 – Music Within
- 2008 – An American Carol
- 2008 – Superhero Movie
- 2008 – Slagskott 3: Juniorligan
- 2009 – Spanish Movie
- 2009 – Stan Helsing
- 2011 – Stonerville